# Klaus Hartmann (Philosoph, 1954)
Klaus Hartmann (* 1954 in Koblenz) ist ein deutscher Philosoph und Anthroposoph.

## Leben
Hartmann stammt aus Koblenz-Ehrenbreitstein. Er studierte Philosophie, Geschichte und Germanistik an der Ruhr-Universität Bochum und der Bergischen Universität-Gesamthochschule Wuppertal und wurde 1986 bei Wolfgang Janke im Fachbereich Philosophie an der Universität Wuppertal mit der Dissertation Die freiheitliche Sprachauffassung des Novalis zum Dr. phil. promoviert.
Er ist für den Novalis-Hochschulverein in Kamp-Lintfort, den er mitbegründete, die Herbert Witzenmann Stiftung in Pforzheim (als Herausgeber) und die Fachhochschule Ottersberg (als Dozent für Philosophie) tätig. Hartmann ist darüber hinaus seit 1998 Mitglied des Kollegiums des Arbeitszentrums NRW der Anthroposophischen Gesellschaft in Deutschland, seit 1988 Herausgeber von Werken aus dem Nachlass des Anthroposophen Herbert Witzenmann, den er durch Vermittlung von Lothar Udert in dessen erkenntniswissenschaftlichen Seminaren 1978 an der RUB kennenlernte und Dozent beim Begleitstudium für Anthroposophie, das sich auf die Grundwerke Rudolf Steiners stützt, am Herbert Witzenmann Zentrum in Dornach SO.

## Schriften (Auswahl)
- Die freiheitliche Sprachauffassung des Novalis (= Abhandlungen zur Philosophie, Psychologie und Pädagogik. Band 208). Bouvier Verlag, Bonn 1987, ISBN 3-416-02014-6. [zugl. Diss., Univ. Wuppertal, 1986]
- Innere Motive im Lebensgang Rudolf Steiners. Verlag am Goetheanum, Dornach 2004, ISBN 3-7235-1204-6.
- Mit Helsen Durrer Greet: Beppe Assenza. Ein Leben für die Malerei und Anthroposophie. Zum malerischen Schulungsweg in den Skizzenbüchern.  Gideon Spicker Verlag, Dornach 2005, ISBN 3-85704-180-3.
- Herbert Witzenmann, 1905–1988. Eine Biographie. 2 Teile, Gideon Spicker Verlag, Dornach 2010/13.

- Teil 1: 1905–1961. 2010, ISBN 978-3-85704-198-3.
- Teil 2: 1962–1988. 2013, ISBN 978-3-85704-199-0.